# Loving Cup
Loving Cup är en låt skriven av Mick Jagger och Keith Richards och lanserad av The Rolling Stones på albumet Exile on Main St. 1972. Låten komponerades redan under inspelningarna av albumet Let It Bleed 1969 och hade då titeln "Give Me a Little Drink". En långsammare demo av låten spelades även in som utgavs på deluxe-utgåvan av Exile 2010. En "loving cup" är på engelska en trofé, en kopp med två stora handtag som kan användas som dryckesbägare. I låten används koppens innehåll som en metafor till ett kärleksförhållande.
Den version som hamnade på Exile spelades in i december 1971 och man arbetade med låten fram till mars 1972. Alla ordinarie gruppmedlemmar medverkar på låten, Nicky Hopkins spelar piano, Bobby Keys saxofon och Jim Price trumpet. Jimmy Miller medverkar på maracas. Låten framfördes live av Rolling Stones första gången på Hyde Park-konserten 1969. Den spelades även på Rolling Stones amerikanska turné 1972, samt sporadiskt på Licks-turnén 2003. En liveversion finns med i Martin Scorseses film Shine a Light från 2008 där gruppen framför den tillsammans med Jack White.